# Elektrėnai kraftverk

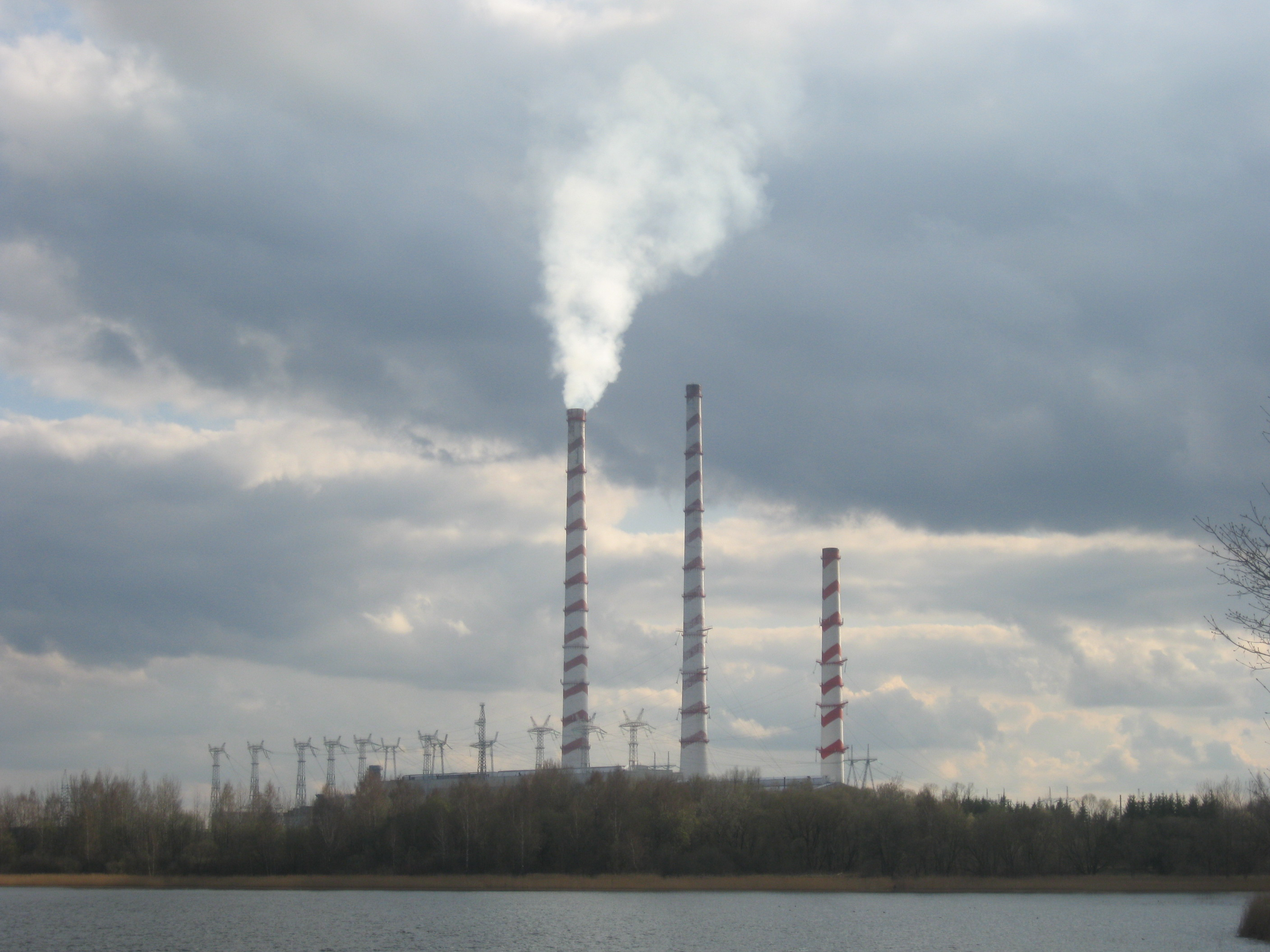

Elektrėnai kraftverk (eller Litauens kraftverk) är ett kombinerat gas-/olje- och värmekraftverk för el och fjärrvärme till Elektrėnai, ca 50 km väster om Vilnius i sydöstra Litauen, på 1 800 MWe. Bränslet var tidigare kol, men eldas sedan 2008 med naturgas, tung eldningsolja eller Orimulsion (bitumen importerat från Venezuela). Kraftverket är Litauens största och drivs av Lietuvos Elektrinė, ett dotterbolag till Lietuvos Energija.

## Byggnation
Anläggningen byggdes i etapper mellan 1960 och 1972 för att leverera 10 TWh/år som baskraft. Strėva-floden dämdes upp för att förse kraftverket med kylvatten, vilket skapade Elektrėnai-reservoaren. Efter 1992 ställdes verket om till reservkraft på endast 5 %. År 1992 öppnades Kruonis pumpkraftverk.
I december 2007 meddelade ekonomiministeriets undersekreterare Arturas Dainius att en ny 400 MW kombinerad cykelnhet också skulle byggas på platsen för 252 miljoner euro, där 57 % delfinansieras av EU och 10 % av National Ignalina Decommissioning Fund.
Från 2008 bestod kraftverket av åtta enheter. År 2012 driftsattes den nionde enheten för 377 miljoner euro. Två av de tre EPP-skorstenarna fungerar som elstolpar.

## Avsvavlingssystem installeras
I november 2005 skriver Alstom att de har fått en beställning i två faser från Lietuvos Elektrinė på att installera Flowpac-våtskrubberavsvavling på fem av kraftverkets enheter på vardera 300 MWe för att minska utsläpp av stoft och svaveldioxid. I leveransen ingick också åtta nya elektrofilter, samt uppgradering av ett nionde, för avskiljning av flygaska. Tidigare under 2005 beställdes också flera Låg-NOx-brännare. I september 2008 färdigställdes projekten.
Med ny rökgasrening kan istället högsvavlig olja användas som bränsle. Med uppgraderingen säkerställs Litauens inhemska el- och värmeproduktion som delvis ersätter bortfallet när kärnkraftverket i Ignalina avvecklas vid slutet av år 2009.